# Magnum (Speiseeis)

Magnum-Logo (ca. 2002)

Magnum (lateinisch das Große) ist eine Marke für Speiseeis des Unilever-Konzerns, das unter der Dachmarke mit ihren jeweiligen Regionalnamen vermarktet wird (in Deutschland Langnese, in Österreich Eskimo, in der Schweiz Lusso).

## Marktposition
Magnum wurde in den 1980er Jahren bei der deutschen Unilever-Eisdependance Langnese-Iglo als Weiterentwicklung der schon seit den 1960er Jahren angebotenen Eissorte Nogger konzipiert. Ziel war es, die erwachsene Bevölkerung als Käufer zu gewinnen, da Eiscreme damals vor allem von Kindern und Jugendlichen konsumiert wurde, die aber mit Hinblick auf die Bevölkerungsentwicklung eine Zielgruppe mit unsicherer Zukunft bildeten. Dass es einen tragfähigen Markt für hochwertige Eiscreme für Erwachsene gab, hatte in den USA das 1984 eingeführte, ebenfalls mit Schokolade überzogene und dem Magnum ähnliche Stieleis „Dove“ bewiesen, das 1986 von Mars übernommen und erfolgreich landesweit vermarktet wurde. Bereits 1988 versuchte Unilever, ein ähnliches, aber in der Schachtel verkauftes Produkt namens „Frac“ in Italien zu lancieren, jedoch ohne großen Erfolg. Die neu zu schaffende Eismarke richtete sich daher nach den Vorstellungen des Unilever-Konzerns an erwachsene Stadtbewohner im Alter von 20–35 Jahren, die der sozialen Mittel- oder Oberschicht angehörten. Frauen und Männer sollten im gleichen Maße angesprochen werden. Dazu passend hatte das „Ur-Magnum“ ein Gewicht von 86 Gramm und ein Volumen von 120 ml („Magnum“ = groß). Dieses schrumpfte bis zum Jahr 2023 bei kaufkraftbereinigt unverändertem Preis auf 100 ml im Einzelhandel.
Magnum war gegenüber seinem Vorläufer Nogger vergrößert und auch nicht mit kakaohaltiger Fettglasur überzogen, sondern mit Schokolade. Die technologische Herausforderung, eine Schokoladensorte zu finden, die sich bei −40 °C verarbeiten lässt, wurde durch eine Spezialrezeptur des belgischen Schokoladenherstellers Callebaut gelöst. Die Produktion erfolgte zunächst in Aarhus. Im Januar 1989 wurde Magnum auf dem deutschen Markt zum relativ hohen Preis von über 2 DM eingeführt. Unilever gibt für 2014 einen weltweiten Absatz von 1 Milliarde Stück an.

## Zutaten Magnum Classic

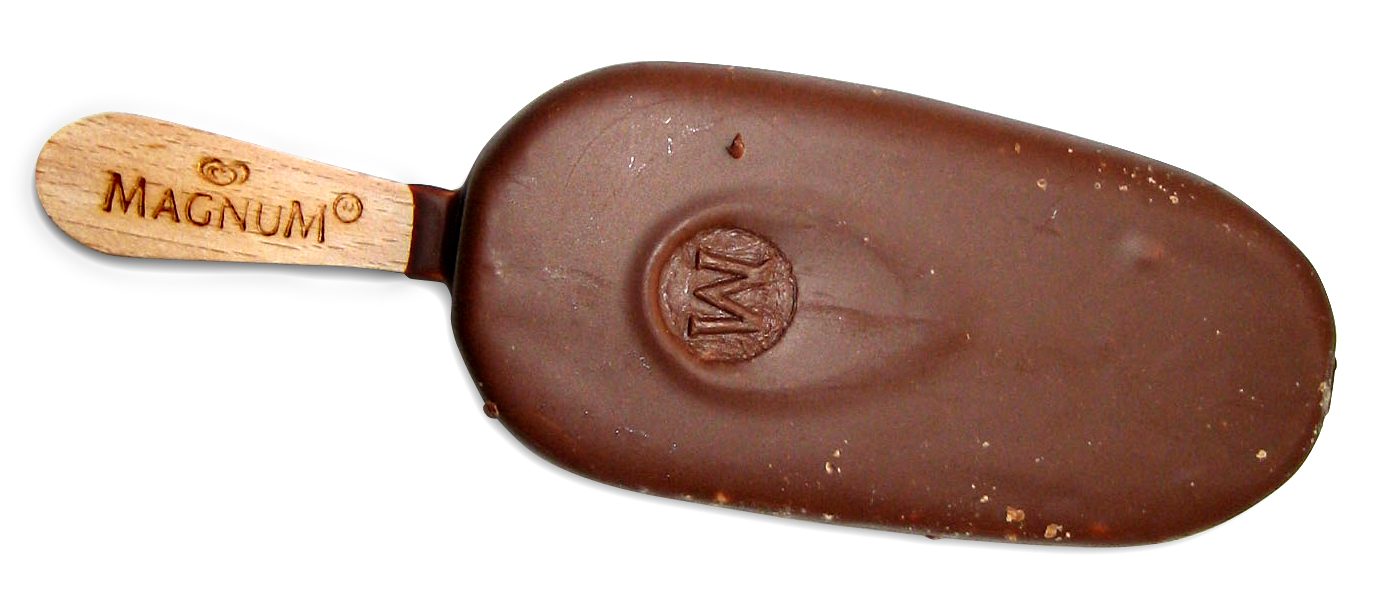
Magnum Classic

Das Eis enthält entrahmte Milch, Zucker, Trinkwasser, Kakaobutter, Kokosfett, Kakaomasse, Glukosesirup, Glukose-Fruktose-Sirup, Vollmilchpulver, Molkenerzeugnis, Butterfett, Emulgatoren (E471, Lecithine (SOJA), E476), vermahlene Vanilleschoten, Stabilisatoren (Johannisbrotkernmehl, Guarkernmehl, Carrageen), natürliches Vanillearoma (mit Milch), Aroma, Farbstoff (Carotin). Kann Mandeln enthalten. Glutenfrei. Rainforest Alliance-zertifiziert.

## Varianten
Das ursprüngliche, 1989 eingeführte Magnum ist ein Vanilleeis am Stiel mit einem Überzug aus Milchschokolade. Es wird jetzt als „Magnum Classic“ bezeichnet, während weitere Sorten teils permanent, teils für begrenzte Zeit produziert werden. Eine eigene Gruppe bilden die „Magnum mini“, Stieleis in kleinerer Größe in verschiedenen Geschmacksrichtungen. Darüber hinaus wird die Marke auch für Eis im Becher oder Portionsbecher, Sandwicheis und andere Produkte verwendet.